# Wagner Bazin WB
Das Team Wagner Bazin WB ist ein belgisches Radsportteam mit Sitz in Manage.

## Organisation und Geschichte
Die Mannschaft wurde 2011 unter dem Namen Wallonie Bruxelles-Crédit Agricole gegründet und nahm als Continental Team an den UCI Continental Circuits teil. 2017 erhielt die Mannschaft eine Lizenz als UCI Professional Continental Team.
Geführt wird das Team von Christophe Brandt als Manager und Christophe Detilloux als Sportlicher Leiter, die beide bereits seit 2013 im Management des Teams aktiv sind. Von 2020 bis 2024 war der Anbieter von Sportwetten Bingoal Titelsponsor des Teams. Zur Saison 2025 fusionierte das Team mit dem UCI Continental Team Philippe Wagner/Bazin zum Team Wagner Bazin WB.

## Platzierungen in UCI-Ranglisten
UCI World Ranking
| World Ranking | World Ranking | World Ranking              | World Ranking |
| Jahr          | Teamwertung   | Einzelwertung              |               |
| ------------- | ------------- | -------------------------- | ------------- |
| 2016          | —             | Baptiste Planckaert (22. ) |               |
| 2017          | —             | Justin Jules (107. )       |               |
| 2018          | —             | Kenny Dehaes (101. )       |               |
| 2019          | 25.           | Baptiste Planckaert (61. ) |               |
| 2020          | 34.           | Arjen Livyns (291. )       |               |
| 2021          | 25.           | Timothy Dupont (137. )     |               |
| 2022          | 25.           | Milan Menten (197. )       |               |
| 2023          | 38.           | Marco Tizza (424. )        |               |
| 2024          | 37.           | Luca Van Boven (342. )     |               |
|               |               |                            |               |
| Quelle: UCI   |               |                            |               |

UCI Africa Tour (bis 2018)
| Saison    | Mannschaftswertung | Einzelwertung            |
| --------- | ------------------ | ------------------------ |
| 2011      | 13.                | Christophe Prémont (60.) |
| 2012-2018 | -                  | -                        |

UCI Asia Tour (bis 2018)
| Saison    | Mannschaftswertung | Einzelwertung           |
| --------- | ------------------ | ----------------------- |
| 2011-2013 | -                  | -                       |
| 2014      | 33.                | Frédéric Amorison (35.) |
| 2015-2016 | -                  | -                       |
| 2017      | 38                 | Justin Jules (161.)     |
| 2018      | 102.               | Dimitri Peyskens (499.) |

UCI Europe Tour (bis 2018)
| Saison | Mannschaftswertung | Einzelwertung            |
| ------ | ------------------ | ------------------------ |
| 2011   | 35.                | Jonas Vangenechten (88.) |
| 2012   | 62.                | Kévin Thomé (320.)       |
| 2013   | 35.                | Boris Dron (109.)        |
| 2014   | 22.                | Sébastien Delfosse (42.) |
| 2015   | 26.                | Antoine Demoitié (36.)   |
| 2016   | 5.                 | Baptiste Planckaert (1.) |
| 2017   | 4.                 | Roy Jans (25.)           |
| 2018   | 10.                | Kenny Dehaes (10.)       |

## Mannschaft 2025
| Teamkader 2025               | Teamkader 2025     | Teamkader 2025         | Teamkader 2025                        |
| Name                         | Geburtsdatum       | Land                   | Vorheriges Team                       |
| ---------------------------- | ------------------ | ---------------------- | ------------------------------------- |
| Jocelyn Baguelin             | 2. Mai 1999        | Frankreich             | Morbihan Adris Gwendal Oliveux (2024) |
| Pierre Barbier               | 25. September 1997 | Frankreich             | Philippe Wagner-Bazin (2024)          |
| Quentin Bezza                | 24. März 1998      | Frankreich             | Philippe Wagner-Bazin (2024)          |
| Luca De Meester              | 22. Januar 2000    | Belgien                | Bingoal WB Devo Team (2023)           |
| Floris De Tier               | 20. Januar 1992    | Belgien                | Alpecin-Deceuninck (2022)             |
| Ceriel Desal                 | 20. Oktober 1999   | Belgien                | EFC-L&R-Vulsteke (2021)               |
| Michiel Lambrecht            | 10. Februar 2003   | Belgien                | Bingoal WB Devo Team (2024)           |
| Louka Matthys                | 31. Dezember 1999  | Belgien                | CC Nogent-sur-Oise (2023)             |
| Johan Meens                  | 7. Juli 1999       | Belgien                | Bingoal WB Development (2021)         |
| Victor Papon                 | 25. Januar 2001    | Frankreich             | Paris Cycliste Olympique (2024)       |
| Davide Persico               | 1. April 2001      | Italien                | Colpack-Ballan (2023)                 |
| Tom Portsmouth               | 19. Dezember 2001  | Vereinigtes Königreich | Bingoal WB Devo Team (2023)           |
| Henri-François Renard-Haquin | 12. Dezember 2002  | Frankreich             | Club Cycliste d'Étupes (2024)         |
| Jens Reynders                | 25. Mai 1998       | Belgien                | Bingoal WB Devo Team (2024)           |
| Marco Tizza                  | 6. Februar 1992    | Italien                | Amore & Vita (2021)                   |
| Leander Van Hautegem         | 9. März 2003       | Belgien                | Soudal Quick-Step Devo Team (2024)    |
| Axandre Van Petegem          | 13. Januar 2002    | Belgien                | Lidl-Trek Future Racing (2024)        |
| Kenneth Van Rooy             | 8. Oktober 1993    | Belgien                | Sport Vlaanderen-Baloise (2022)       |
| Jelle Vermoote               | 29. August 2001    | Belgien                | Circus-Re Uz-Technord (2023)          |
| Giacomo Villa                | 29. Januar 2002    | Italien                | Biesse-Carrera (2023)                 |
| Loïc Vliegen                 | 20. Dezember 1993  | Belgien                | Intermarché-Circus-Wanty (2023)       |
| Sasha Weemaes                | 9. Februar 1998    | Belgien                | Human Powered Health (2023)           |
|                              |                    |                        |                                       |
| Quelle: ProCyclingStats      |                    |                        |                                       |